# Chalcochiton syriacus
Chalcochiton syriacus är en tvåvingeart som först beskrevs av Friedrich Hermann Loew 1869.  Chalcochiton syriacus ingår i släktet Chalcochiton och familjen svävflugor. Inga underarter finns listade i Catalogue of Life.